# František Kriegel

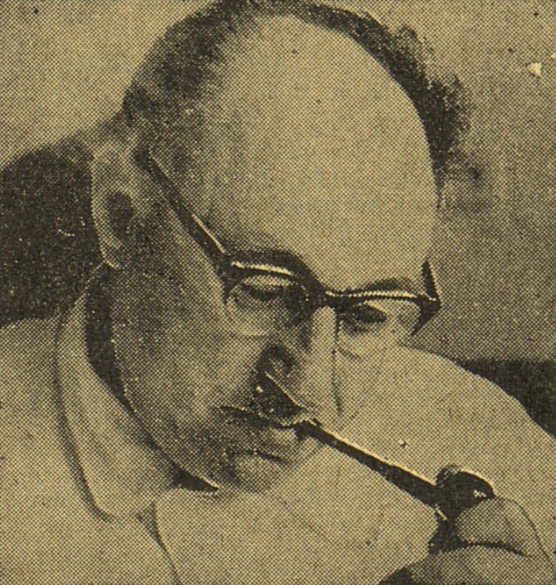
František Kriegel

František-Kriegel-Denkmal in Prag.

František Kriegel (* 10. April 1908 in Stanislau; † 3. Dezember 1979 in Prag) war ein reformkommunistischer Politiker der Tschechoslowakei. Seit 1987 wird ihm zu Ehren jährlich der František-Kriegel-Preis vergeben.

## Leben
Kriegel wurde als Sohn jüdischer Eltern in Galizien geboren. Sein Vater stammte aus Österreich, die Mutter aus Polen. Seine Heimatstadt Stanislau gehörte bis 1919 zur österreichischen Reichshälfte der k.u k. Monarchie und ab 1919 zu Polen.
Ein Studium an einer polnischen Universität blieb Kriegel durch einen antisemitischen Numerus clausus versagt, und so schrieb er sich an der deutschen Karls-Universität Prag für ein Medizinstudium ein. Zwischen 1934 und 1936 praktizierte er dann an der Inneren Klinik in Prag.
1936, nach dem Putsch der klerikal-faschistischen Kräfte unter Franco, ging er nach Spanien und kämpfte in den Reihen der Internationalen Brigaden auf Seiten der Zweiten Spanischen Republik. 1939 verließ Major Kriegel zusammen mit den geschlagenen republikanischen Verbänden Spanien und wurde in Frankreich interniert. Von Frankreich ging er 1939 als Mitarbeiter des Norwegischen Roten Kreuzes nach China und erlebte das Kriegsende 1945 in Burma.
1945 kehrte er in die Tschechoslowakei zurück. In der KSČ Praha wurde er ein führendes Mitglied. Beim kommunistischen Februarumsturz 1948 spielte er als Kommissar der Volksmiliz in Prag eine führende Rolle. Auch wurde er mit anderen späteren Protagonisten des Prager Frühlings wie Josef Smrkovský bekannt.
1949 und 1950 wurde er stellvertretender Gesundheitsminister und war verantwortlich für die Umsetzung der Programmatik seiner Partei in diesem Bereich. In den 1950er-Jahren bekam er Probleme im Rahmen des Kampfes gegen den Zionismus.
Die antisemitischen Säuberungen in der KSČ stoppten seine weitere Karriere. In den 1960er
Zwischen 1963 und 1969 war er Berater für Gesundheitsfragen in Kuba und arbeitete eng mit Fidel Castro zusammen.
Zurück in Prag stieg er in den 1960er Jahren wieder in die Führungskreise der KSČ auf. Inzwischen politisch rehabilitiert, kandidierte er für die Nationalversammlung und wurde dort Vorsitzender des außenpolitischen Ausschusses. Parteichef Antonin Novotny verschaffte Kriegel 1966 einen Platz im ZK.
1968 spielte er als Vorsitzender der Nationalen Front (Národní fronta Čechů a Slováků) eine führende Rolle im Prager Frühling auf einer Suche nach einem Dritten Weg jenseits des Stalinismus. Nach dem Einmarsch der Warschauer-Pakt-Staaten in die ČSSR wurde er mit der Führung der KSČ zusammen mit Alexander Dubček, Oldřich Černík, Josef Smrkovský, J. Špaček, B. Šimon, Ludvík Svoboda nach Moskau gebracht. Als einziges Mitglied der tschechoslowakischen Delegation lehnte er es ab, das Moskauer Protokoll zu unterzeichnen, das unter dem Diktat der Moskauer Parteiführung zustande gekommen war und das Ende des Prager Frühlings bedeutete. Damit riskierte er sein eigenes Leben. Die Ablehnung begründete er später: „... weil die Unterschritt in der Atmosphäre der militärischen Besetzung geschah, ohne Konsultation mit den Verfassungsorganen und im Gegensatz zu den Gefühlen unseres Volkes ...“.
Im Oktober 1968 stimmte er auch gegen den aufgezwungenen Vertrag über die „vorläufige Stationierung“ sowjetischer Truppen auf dem Gebiet der Tschechoslowakei, den er mit den Worten ablehnte: „Ich stimme gegen die Ratifizierung des Vertrages über das provisorische Verbleiben der Truppen auf unserem Territorium Der Vertrag werde nicht mit einer Feder, sondern mit den Läufen von Kanonen und Maschinengewehren geschrieben ...“.
Auf der Prager ZK-Sitzung am 30. Mai 1969 sollte der Altkommunist Kriegel aus dem Zentralkomitee und der KSČ ausgeschlossen werden. Kriegel wehrte sich gegen den Ausschluss, den aber er nicht verhindern konnte.
1977 unterzeichnete er als einer der Ersten die Charta 77. Im November 1978 reichte er bei der Nationalversammlung eine Petition ein, in der er den Abzug der Sowjet-Truppen aus der ČSSR unter Berufung auf die KSZE-Beschlüsse von Helsinki forderte.
In seinen letzten Lebensjahren wurde von der Staatssicherheit überwacht und starb 1979 in ärmlichen materiellen Verhältnissen.
Die Stiftung Charta 77 verleiht den František-Kriegel-Preis für Zivilcourage.

## Filmbiografie
- Petr Nikolaev: Muž, který stál v cestě (Internationaler Titel: The Man Who Stood in the Way). Tschechien, 2023.[9]

## Dokumente
- František Kriegel verwehrt sich gegen den drohenden Ausschluss aus dem ZK und hält seine Kritik am Truppenstationierungsvertrag aufrecht. (Rede, deutsche Übersetzung) In: Themenmodul Tschechoslowakei 1945-1989 Herder-Institut